# Glarner Industrieweg

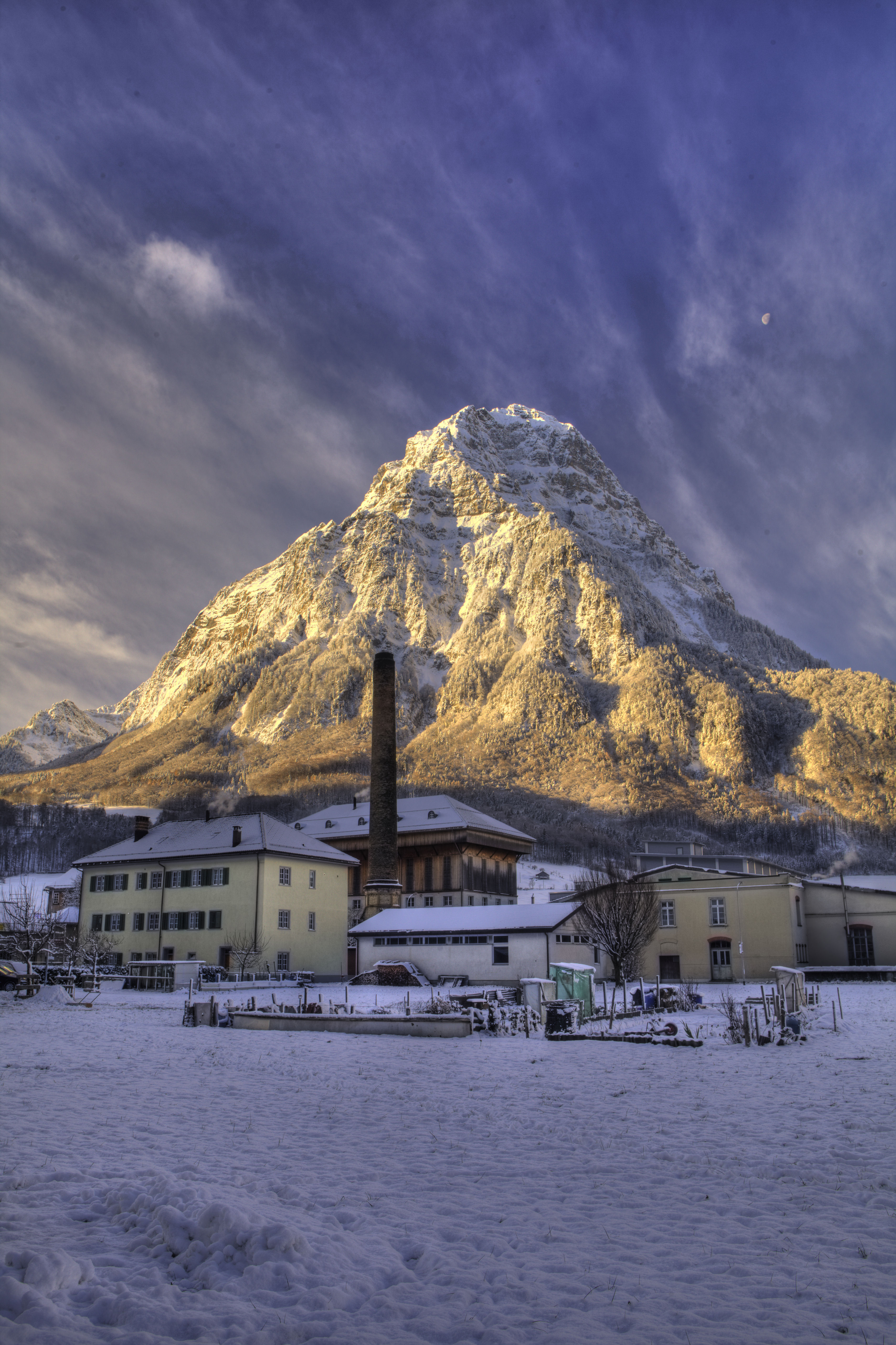
Hänggiturm Ennenda mit Glärnisch

Der Glarner Industrieweg ist ein Wanderweg und eine Veloroute, der die Stationen der Industriegeschichte des Kantons Glarus verbindet.

## Industriegeschichte
Die Landsgemeinde vom 24. April 1463 machte den Glarner Schabziger zum ersten Markenartikel der Schweiz und weltweit. Die acht Söhne von Balthasar Jenny (1614–1697) aus Ennenda begannen um 1670 mit dem Export von Plattentischen aus dem Landesplattenberg nach ganz Europa, was für das Land Glarus und das Dorf Engi ein bedeutendes Einkommen brachte.
Die Fabrikindustrie im Kanton Glarus begann um 1740 mit der ersten Stoffdruckerei (Zeugdruckerei). Ab 1783 exportierte die Deutschländerhandlung Jenny & Streiff Leinwand- und Baumwollwaren, Schreibtafeln, Glarnertee und Schabziger.
Von 1815 bis 1870 erlebte die Glarner Baumwollindustrie in den Bereichen Stoffdruck sowie maschinelle Spinnerei und Weberei ein starkes Wachstum. Zwischen Linthal und Ziegelbrücke entstand eine Fabrik nach der anderen. Bunt bedruckte Glarner Tücher fanden in aller Welt Absatz.
Die Landsgemeinde schuf 1837 die staatliche Volksschule: der Schulbesuch bis zum 12. Altersjahr wurde obligatorisch. Zwischen 1832 und 1844 wurden zusätzliche 22 Schulhäuser gebaut. 1843 gingen 20 % der Bevölkerung in die Schule. Von den 51 Elementarschullehrern und einer Lehrerin hatten bis auf sechs alle eine Ausbildung in Seminarien (Kreuzlingen, Küsnacht, Esslingen D) erhalten.
Die Landsgemeinde schuf einen Ordnungsrahmen für die Fabrikarbeit: 1856 wurde sie für unter 12-Jährige verboten, 1864 wurde das erste demokratisch durchgesetzte Fabrikgesetz erlassen: Es reduzierte die tägliche Arbeitszeit auf zwölf Stunden (ab 1872 auf elf Stunden) und verbot Nacht- und Kinderarbeit und 1916 stimmte das Volk für die Schaffung einer kantonalen Alters- und Invalidenversicherung.
Auf ihrem Höhepunkt 1868 beschäftigten 22 Druckereien 5516 Arbeiterinnen und Arbeiter und in 18 Spinnereien und 17 Webereien waren 3847 Personen tätig. Der Kanton Glarus wurde zu einem der am stärksten industrialisierten Kantone.

Beschneiden von Schieferplatten in Engi
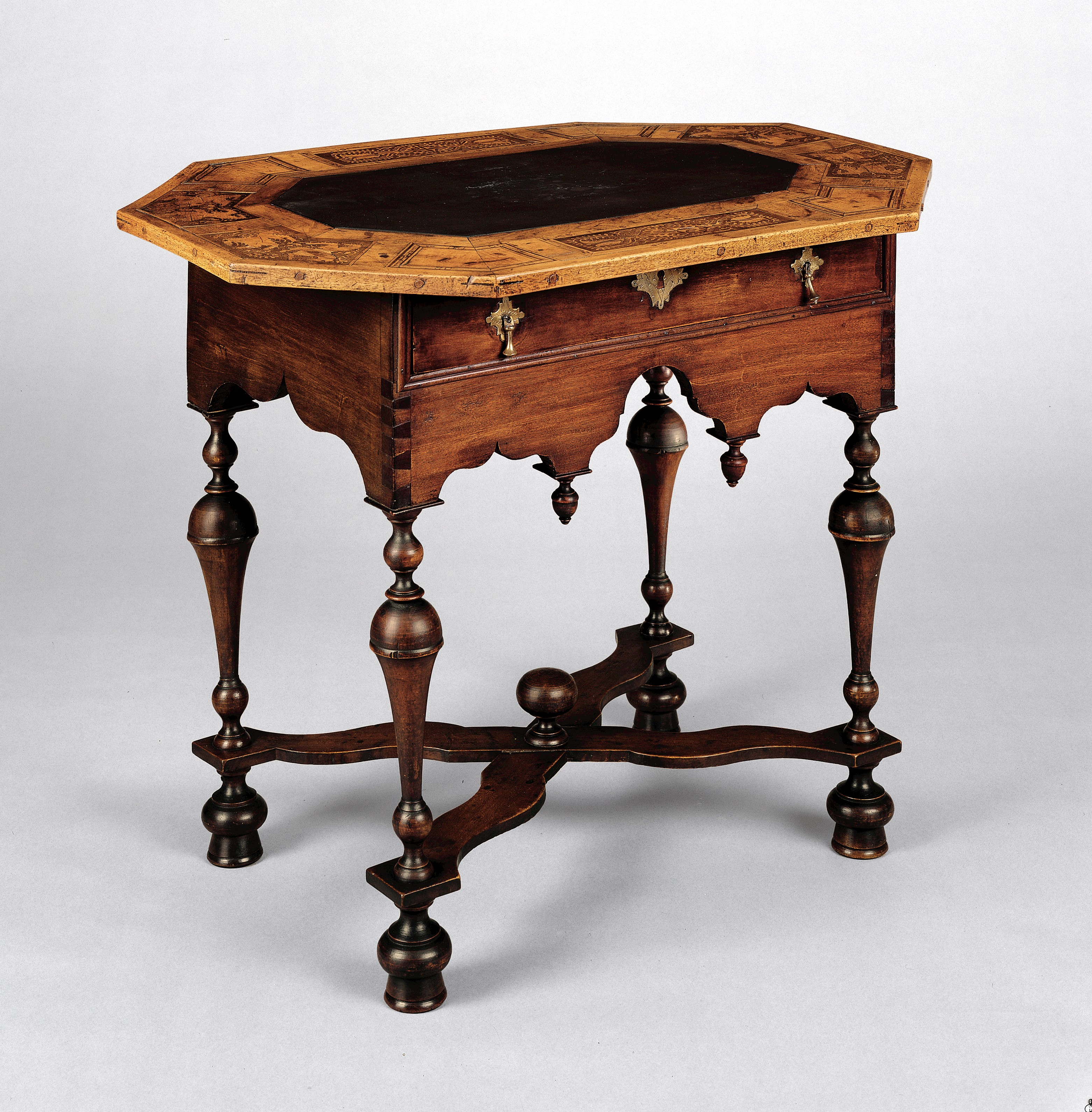
Schieferplattentisch, um 1715 nach Amerika exportiert
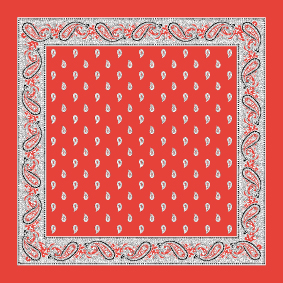
Glarner Tüechli

## Der Weg
Der Weg führt über insgesamt 50 Kilometer von Linthal bis Ziegelbrücke und von Elm bis Schwanden an rund 80 ausgewählten Objekten vorbei. Bei rund 50 bedeutenden und typischen Objekten sind Infotafeln über historische, bauliche, technische und soziale Aspekte vorhanden.
An vielen Orten gibt es Besichtigungsmöglichkeiten und Führungen. Eine dreiteilige Routenkarte stellt alle Industrieobjekte mit Bild und Text vor. Der Industrieweg kann in Etappen erkundet werden und weist unterwegs Picknickplätze auf. Der 1997 eröffnete Kulturweg wird vom 1995 gegründeten Verein Glarner Industrieweg (GIW) ehrenamtlich unterhalten.

### Die erste Etappe
Die erste Teilstrecke führt von Elm nach Schwanden über 14 Kilometer und ist mit dem Velo in ein bis drei Stunden und zu Fuss (nur bis Engi) in vier Stunden zu bewältigen.
Die Themen dieser Etappe sind die Mineralquellen Elm, der Schieferabbau Elm und Engi, das Truppenlager in der früheren Spinnerei in Matt, Frottierwaren in Engi und Zeugen der ehemaligen Sernftalbahn.
- Mineralquellen Elm AG ⊙
- Schiefertafelwerkstatt Elm ⊙
- Landesplattenberg Engi  ⊙
- Glarner Feingebäck AG, Engi ⊙
- Frottierweberei Weseta Textil AG, Engi ⊙
- Sernftalbahnmuseum, Engi ⊙

Elmer Citro
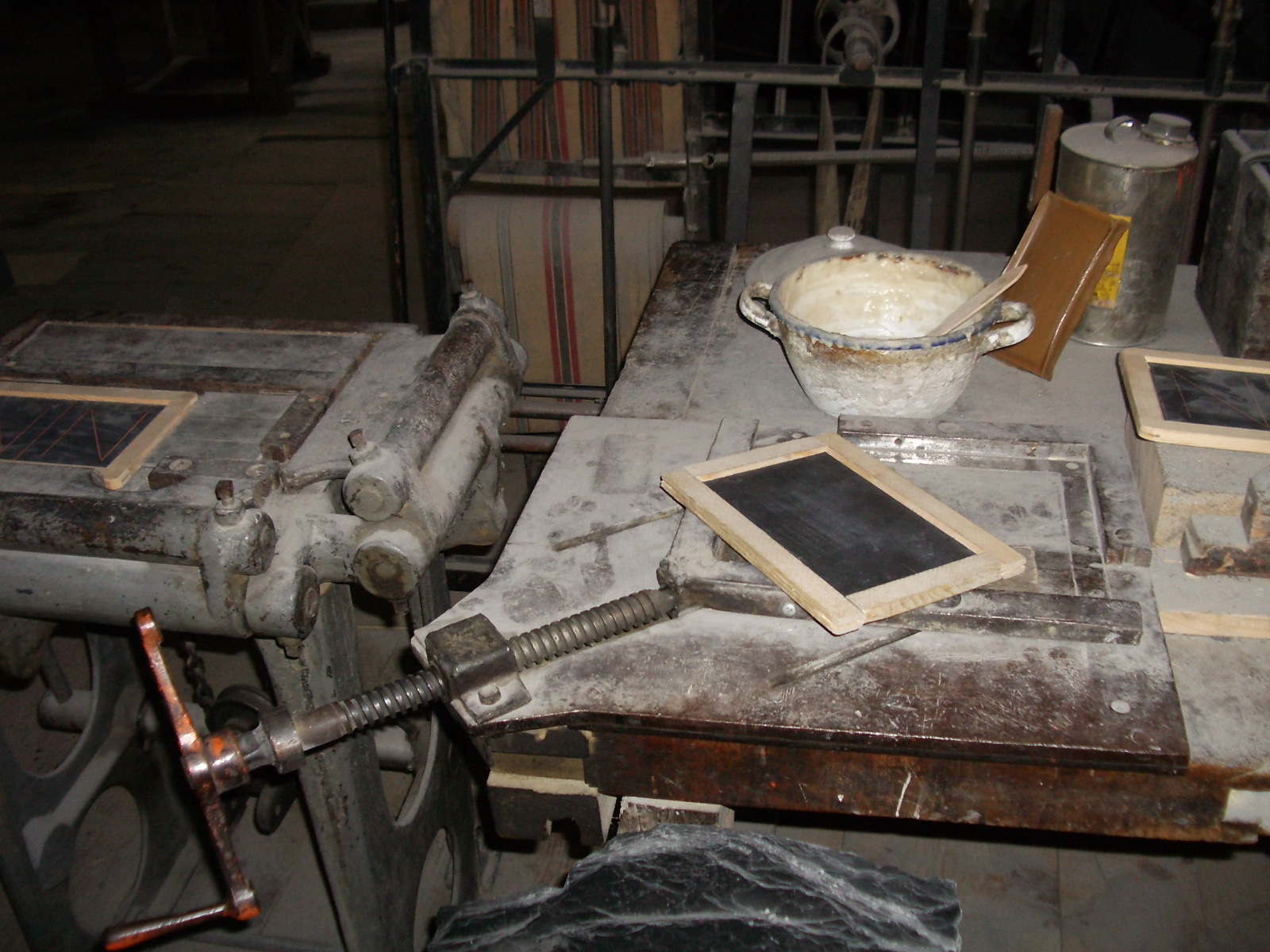
Schiefertafelmuseum Elm
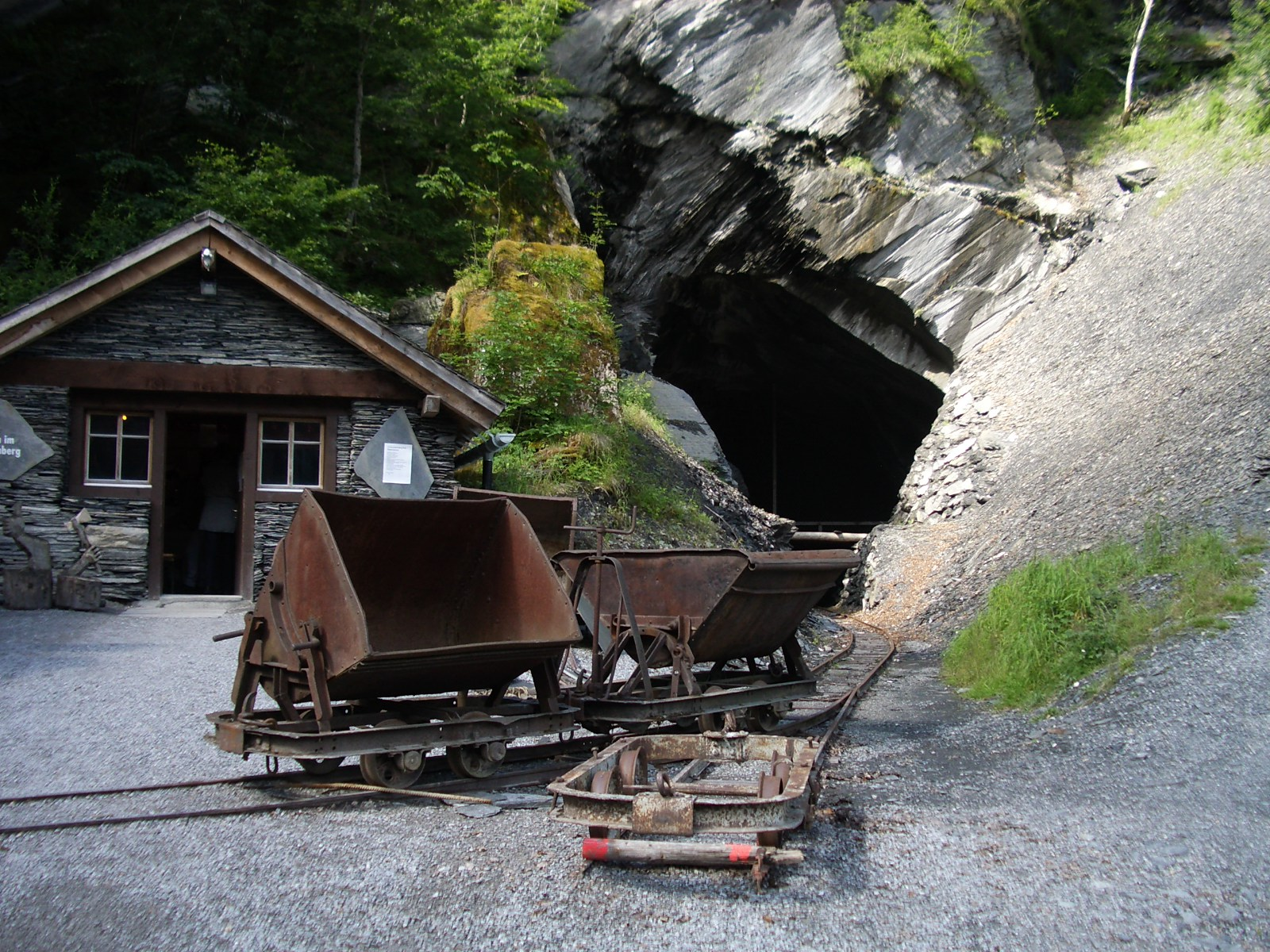
Landesplattenwerk Engi
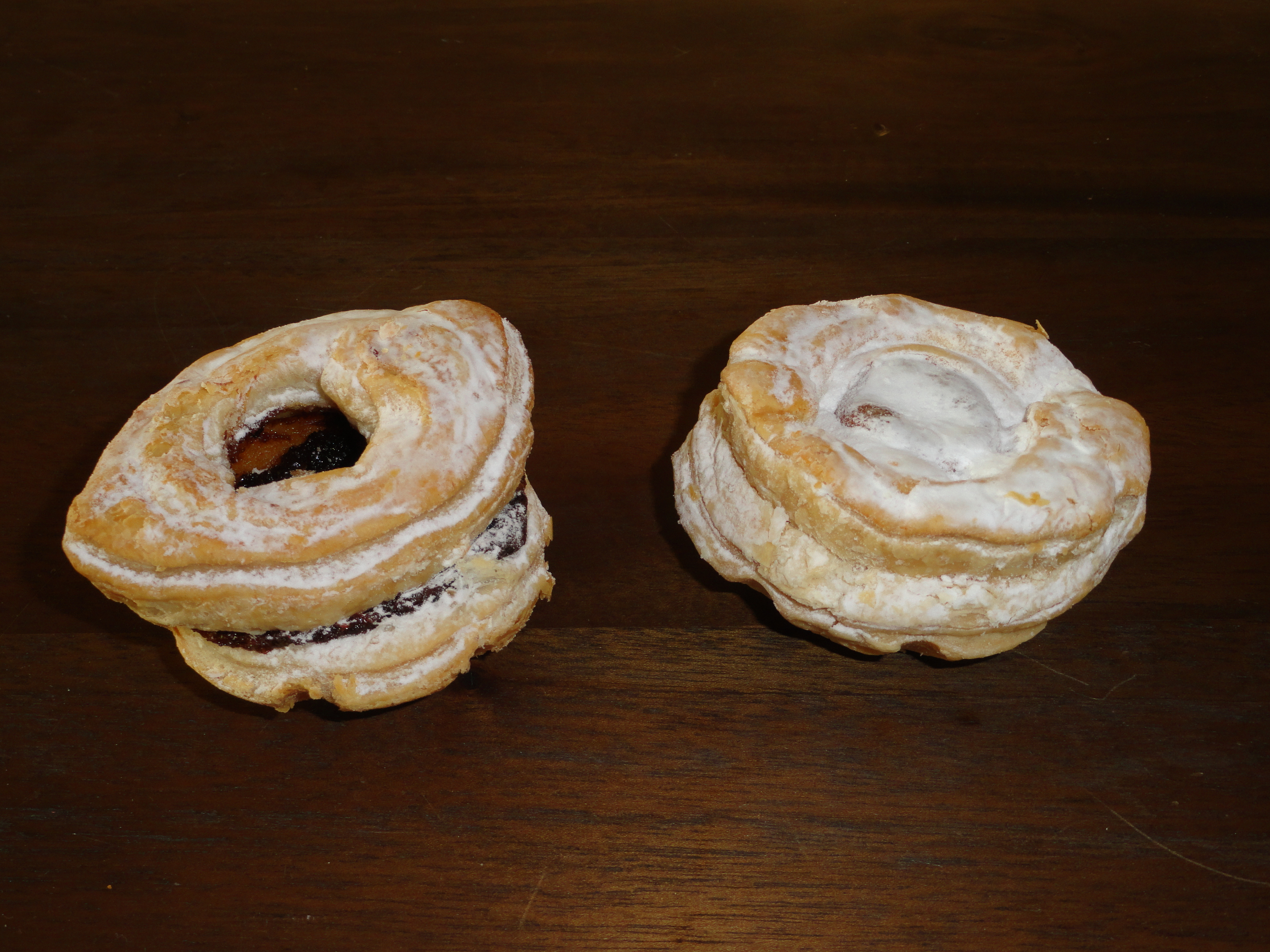
Glarner Pasteten
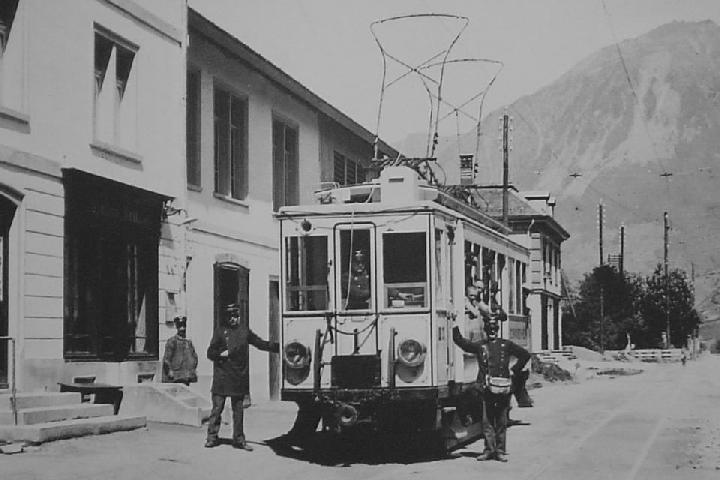
Sernftalbahn

### Die zweite Etappe
Die zweite Teilstrecke führt von Linthal nach Schwanden, ist 12 Kilometer lang und mit dem Fahrrad in zwei bis drei Stunden zu bewältigen.
Themen auf dieser Strecke sind Betriebe der Textilindustrie, Beispiele der Wasserkraftnutzung, Villen, Arbeiterhäuser und Mädchenheime, ein modernes Industriequartier und die  Industriegeschichte anhand elektrischer Haushaltsapparate.
- Kraftwerke Linth-Limmern, Linthal ⊙
- Decoralwerke AG, Lackfabrik, Leuggelbach[10] ⊙
- Dampfmaschine Daniel Jenny & Co., Haslen ⊙
- Therma AG, Schwanden (später Elektrolux)[11] ⊙
- Schätti AG, Schwanden ⊙
- Brauerei Adler, Schwanden ⊙
- Kunststoff Schwanden AG ⊙
- Glarner Wirtschaftsarchiv, Schwanden ⊙

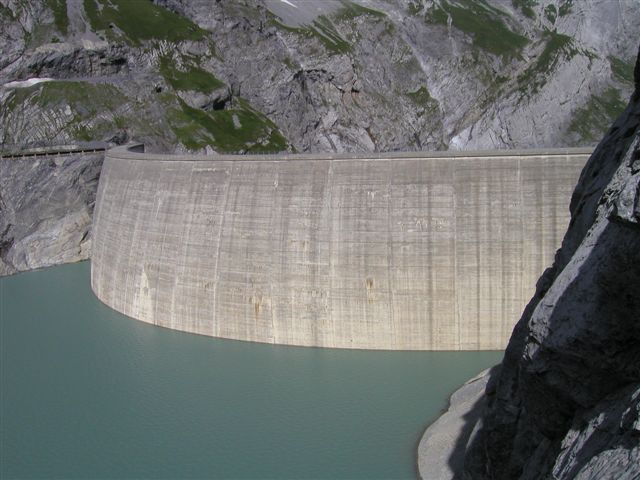
Linth-Limmern Staudamm
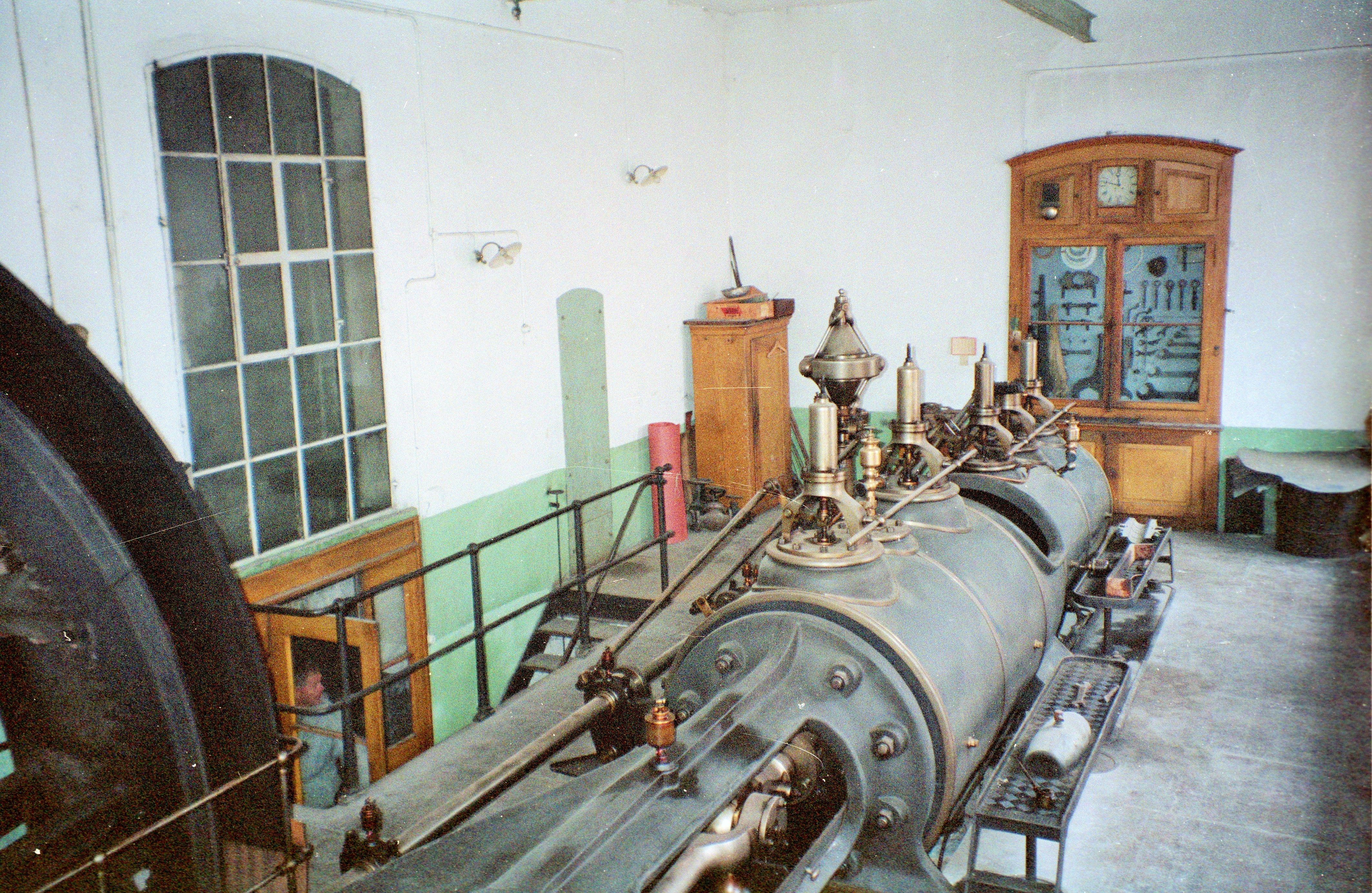
Dampfmaschine Spinnerei Jenny, Haslen
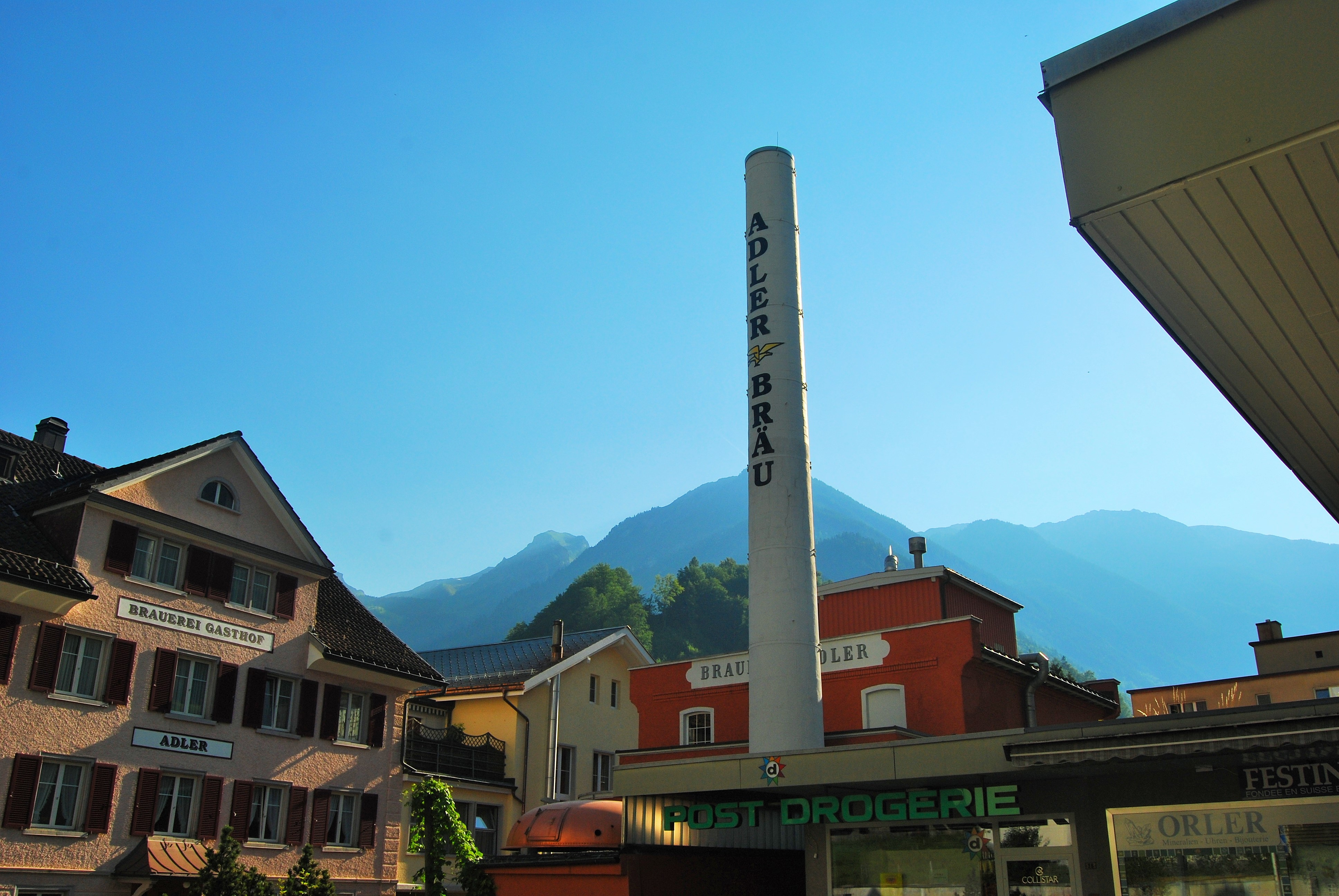
Adlerbräu
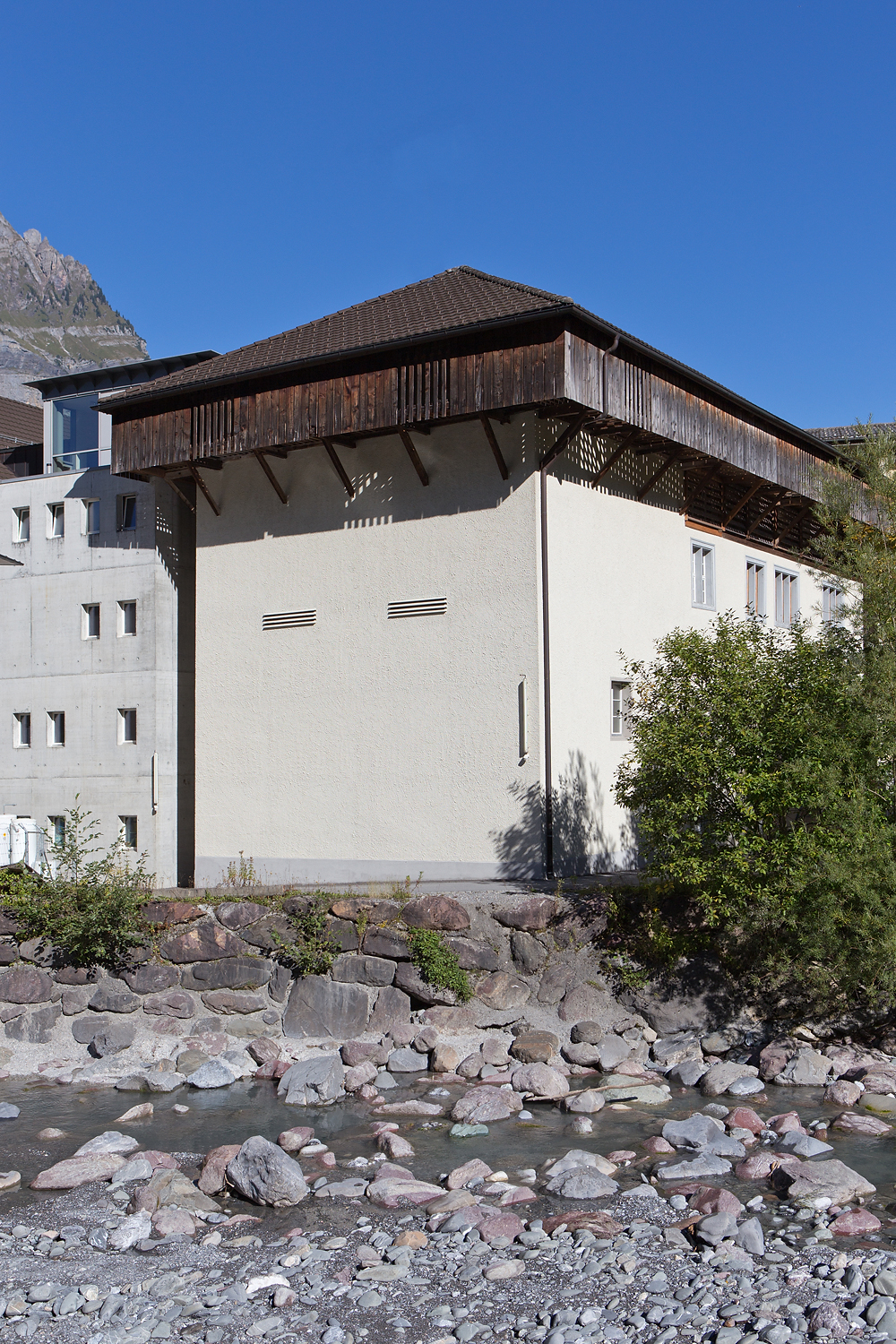
Stoffdruckerei und Hänggiturm Blumer & Jenny, Schwanden
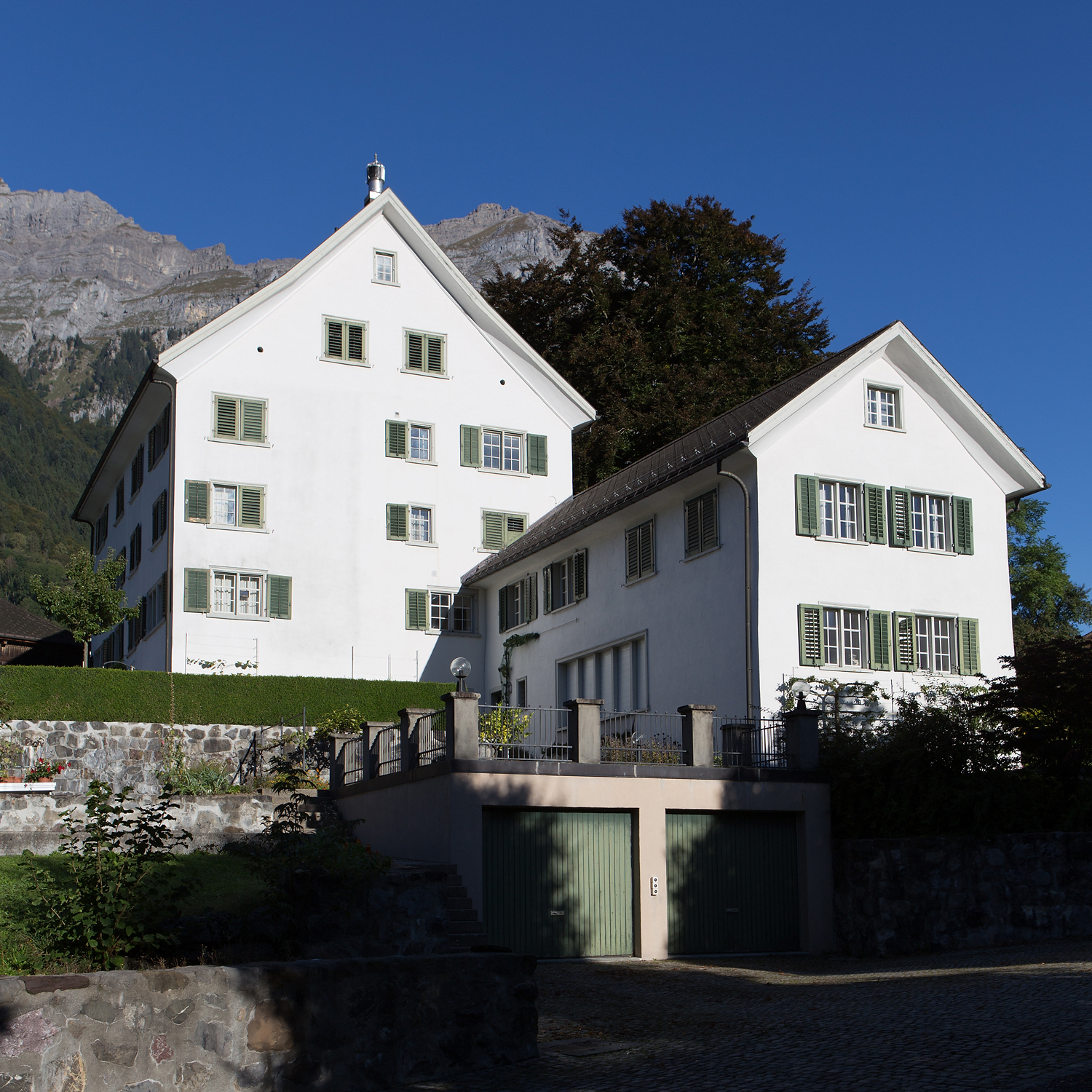
Unteres Blumerhaus, Schwanden

### Die dritte Etappe
Die dritte Teilstrecke führt von Schwanden nach Glarus, ist 9 Kilometer lang und mit dem Velo in zwei Stunden zu bewältigen.
Die Themen sind der Pharma-Betrieb und Textildruckerei in Mitlödi, verschiedene Fabrikumnutzungen, eine Schokoladenfabrik, Handelshäuser und Fabrikantenvillen, der städtebaulich interessante Ortskern Glarus, die einzige Zigerfabrik weltweit in Glarus.
- Textildruckerei Mitlödi ⊙
- Fabrikensemble D. Jenny mit altem Kontor und Fabrikladen, Ennenda ⊙
- Anna Göldi Museum im Hänggiturm, Ennenda ⊙
- Läderach	 chocolatier suisse, Ennenda ⊙
- Modell Alt-Glarus (Stadtkirche Glarus) ⊙
- Zigerfabrik Geska AG, Glarus ⊙

Seidendruckerei Mitlödi
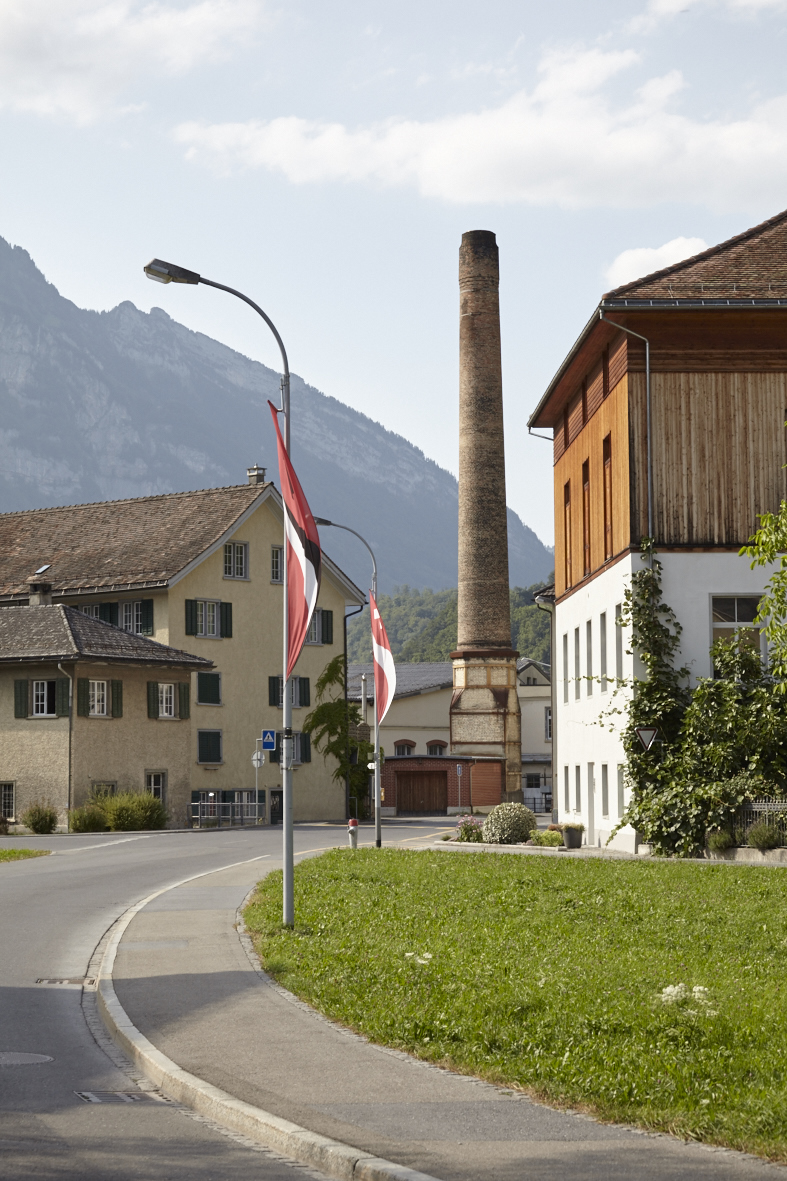
Jenny Areal
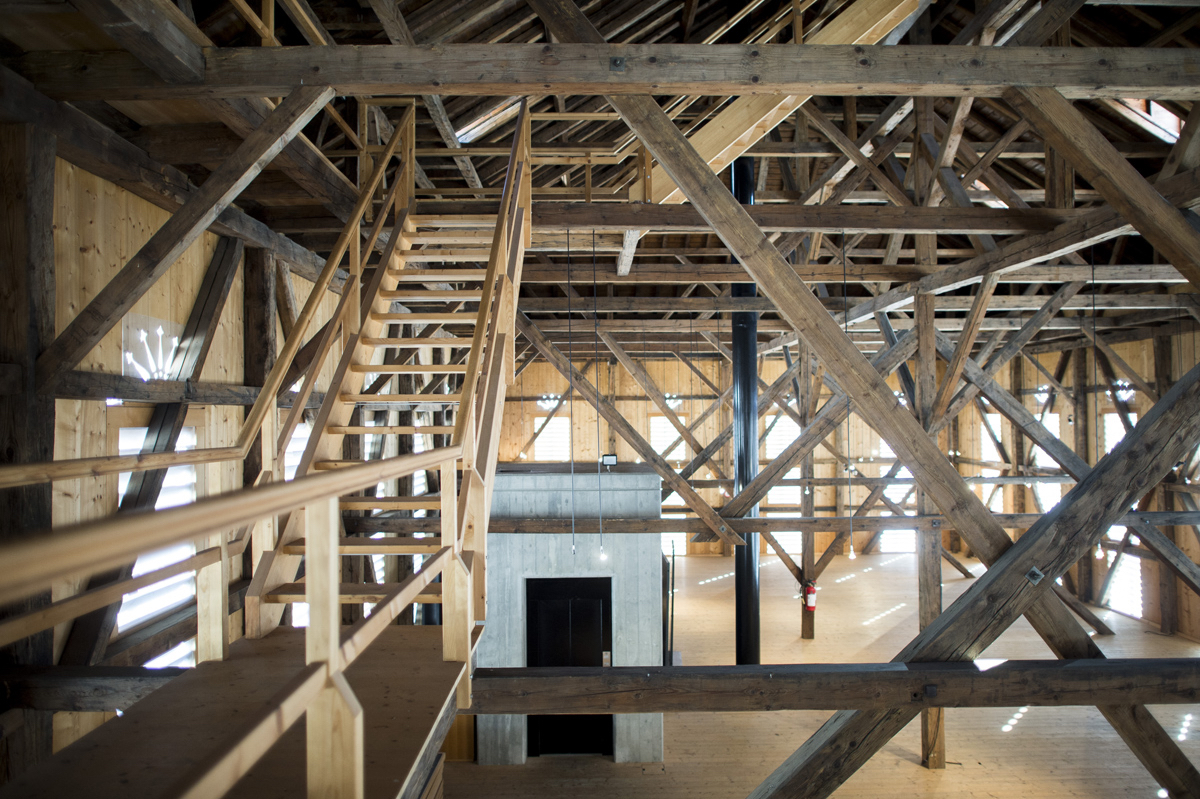
Hänggiturm Ennenda
Alt-Glarus
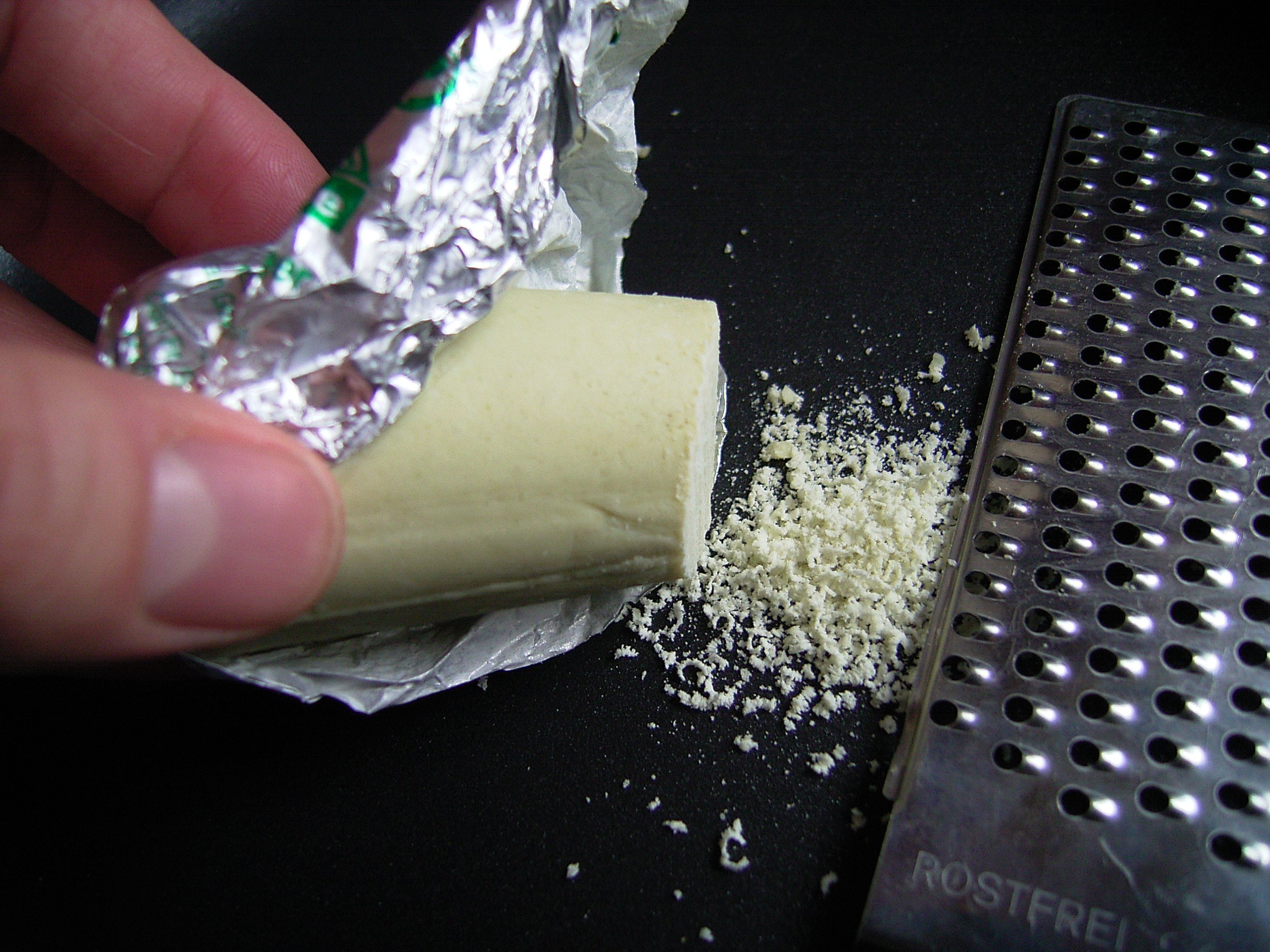
Schabziger

### Die vierte Etappe
Die vierte Teilstrecke führt von Glarus nach Ziegelbrücke, ist 11 Kilometer lang und mit dem Velo in drei bis vier Stunden zu bewältigen.
Die Themen der vierten Etappe sind die einzige Kalkfabrik der Schweiz in Netstal, viele Umnutzungsbeispiele, Betriebe der Maschinen-, Verpackungs-, Papier-, Kunststoff- und Bauindustrie, die Linthkorrektion im 19. Jahrhundert und ein bedeutendes Spinnerei-Ensemble in Ziegelbrücke.
- Museum Kraftwerk am Löntsch, Netstal ⊙
- Textildruckmuseum im Freulerpalast, Näfels ⊙
- Linth-Escher-Auditorium, Mollis ⊙
- Eternit, Niederurnen ⊙
- KVA Linth, Niederurnen ⊙
- Hammerschmiede, Mühlehorn ⊙

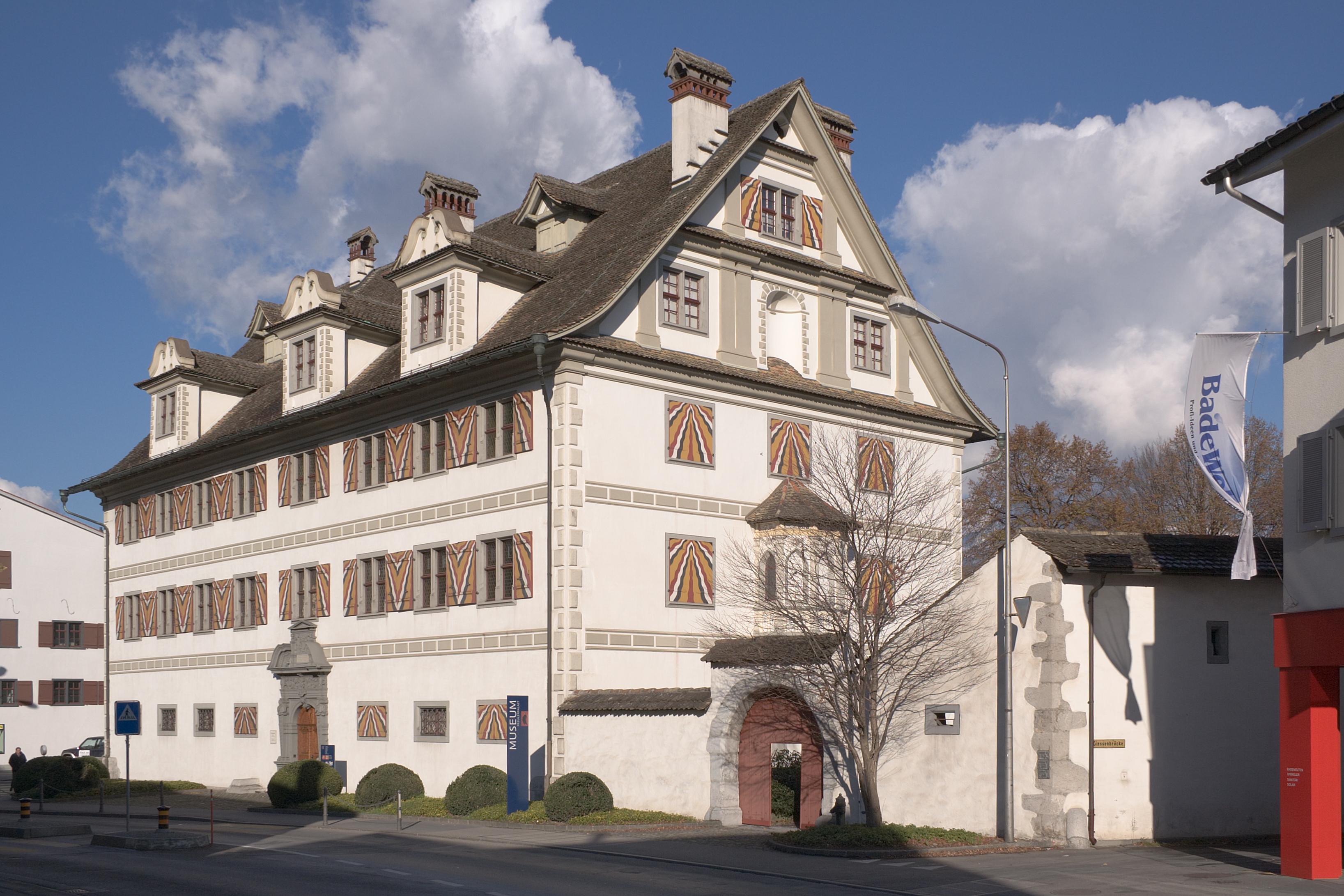
Freulerpalast Näfels
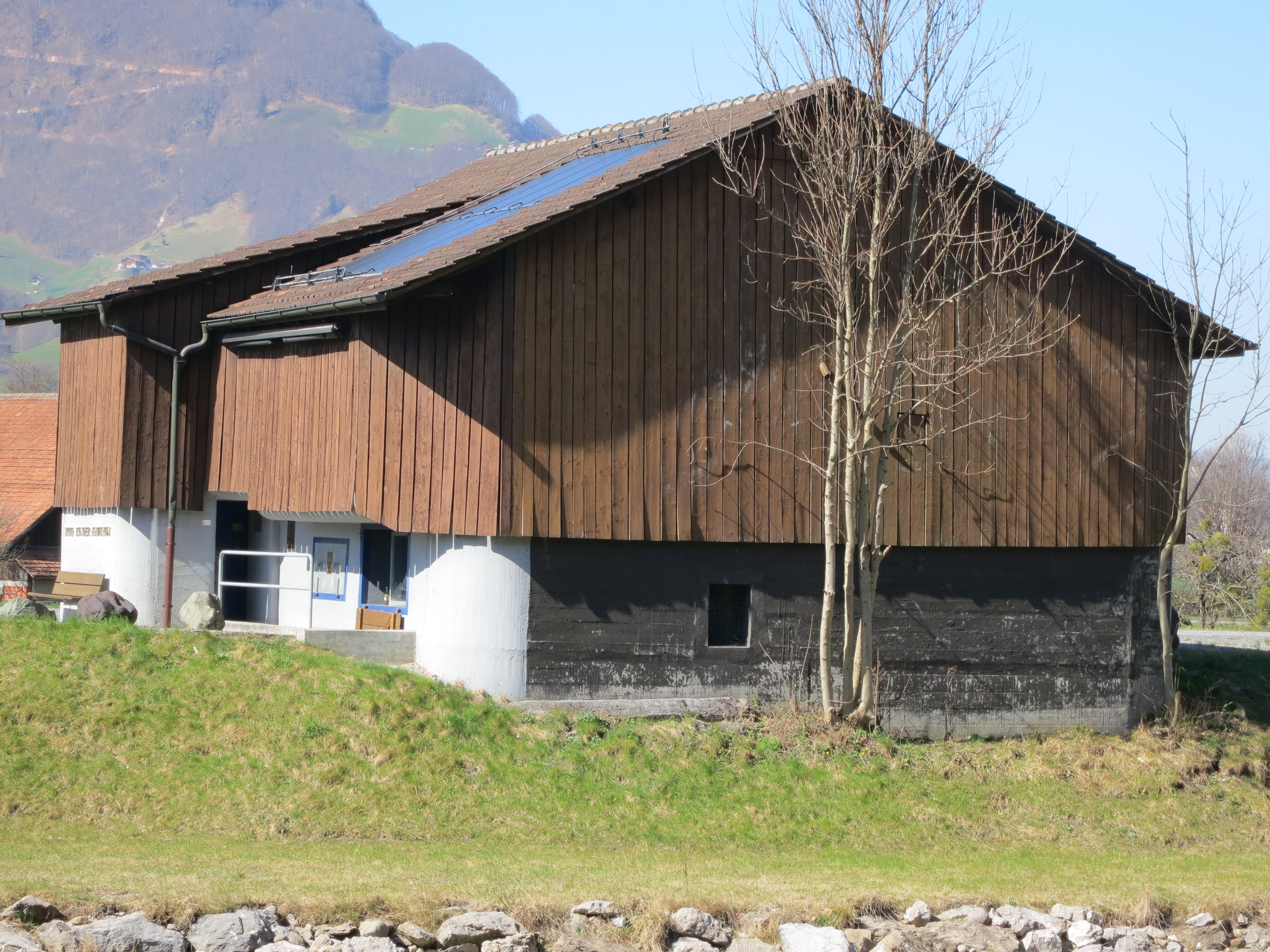
Linth-Escher-Auditorium, Mollis
Eternit Niederurnen
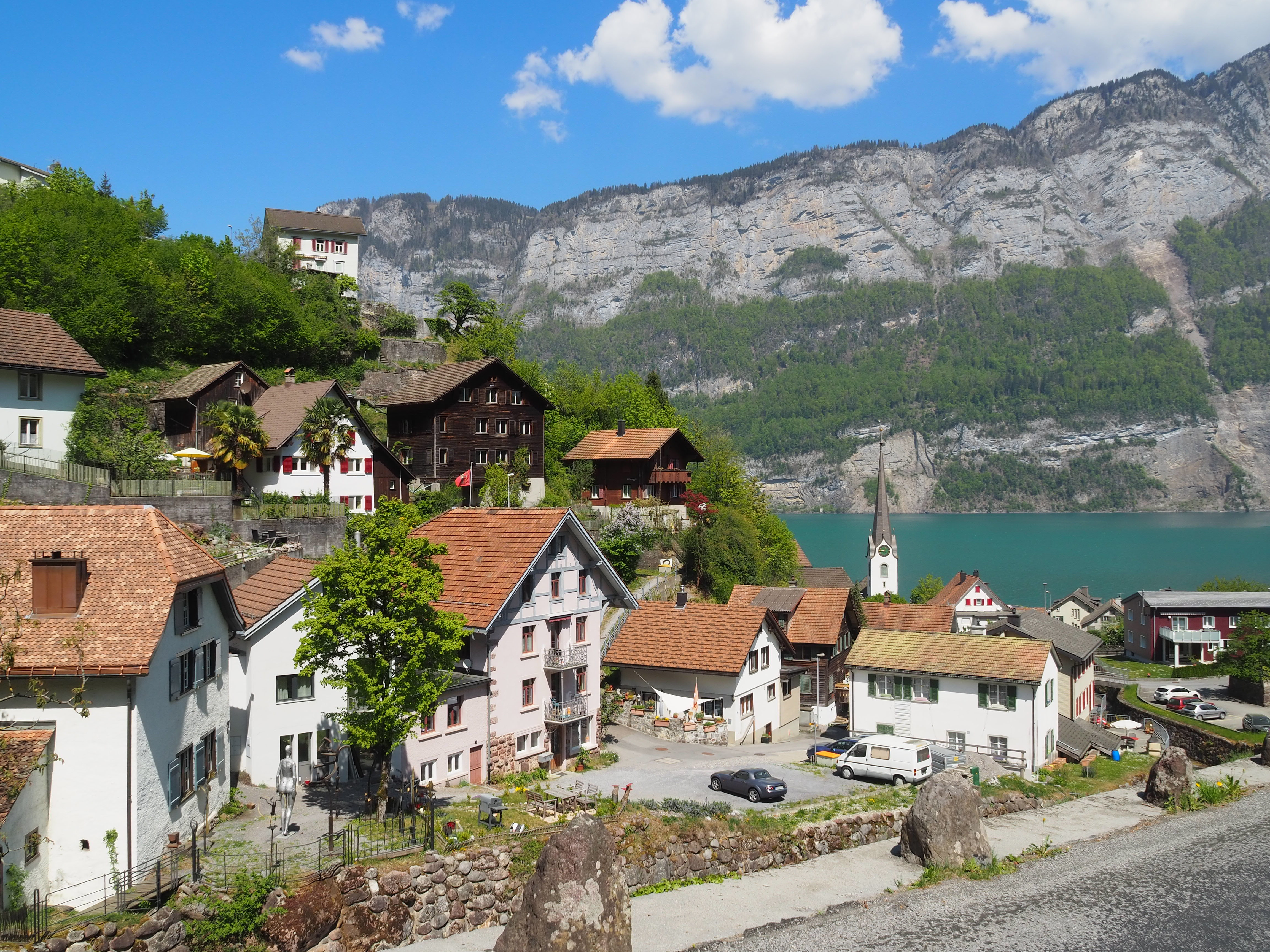
Hammerschmiede Mühlehorn (vorne links)
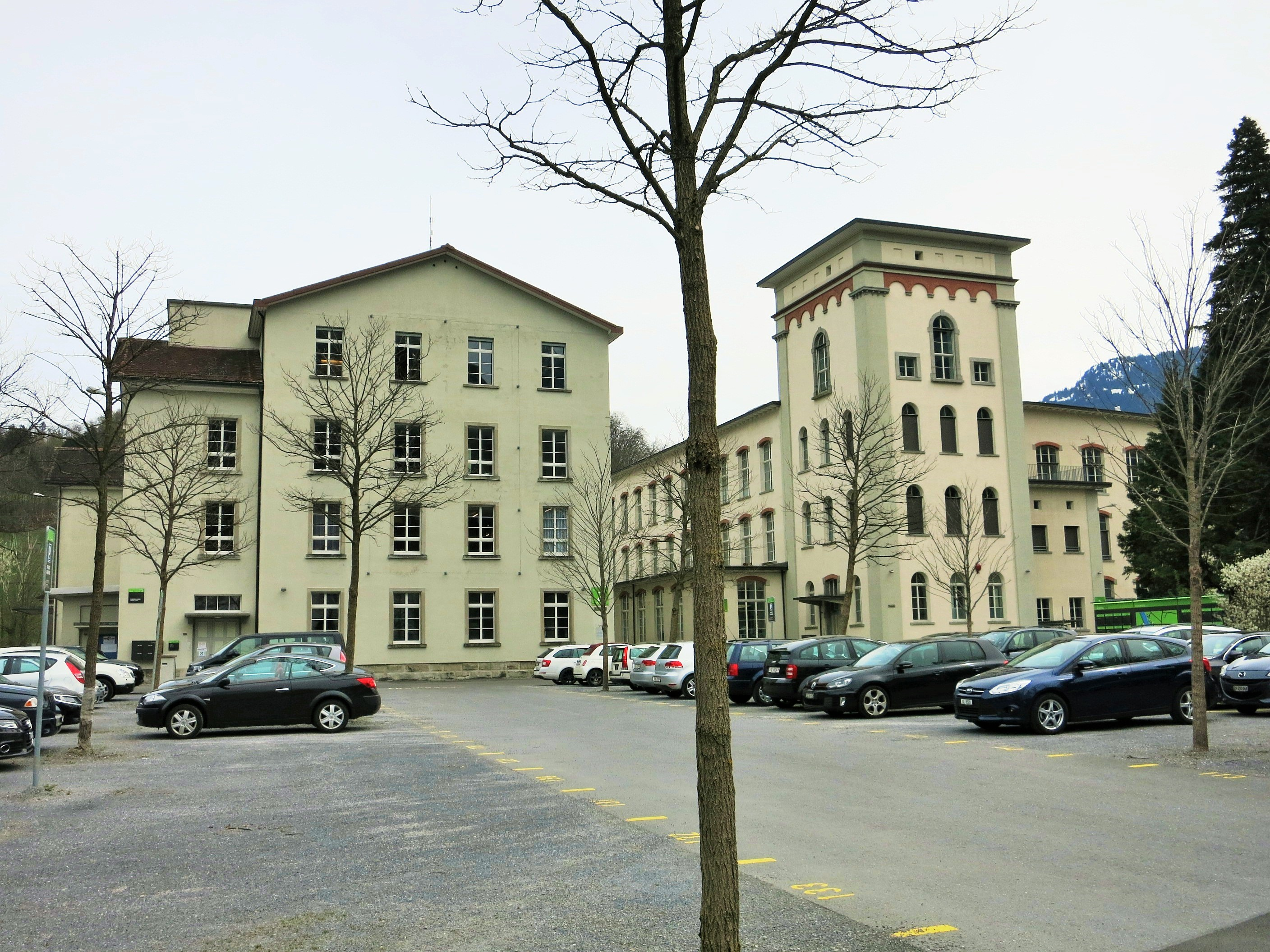
Jenny Spinnereiensemble, Ziegelbrücke